# Narbief
Narbief település Franciaországban, Doubs megyében. Lakosainak száma 99 fő (2022. január 1.). Narbief Le Russey, Le Barboux, Le Bizot és La Chenalotte községekkel határos.

## Népesség
A település népességének változása:
| Lakosok száma | 60   | 58   | 55   | 67   | 67   | 66   | 69   | 72   | 81   | 99   |
|               | 1968 | 1982 | 1990 | 2006 | 2013 | 2015 | 2017 | 2019 | 2020 | 2022 |